# Brachyptera seticornis
Brachyptera seticornis är en bäcksländeart som först beskrevs av Klapalek 1902.  Brachyptera seticornis ingår i släktet Brachyptera och familjen vingbandbäcksländor. Inga underarter finns listade i Catalogue of Life.